# Dorian (banda)
Dorian es una banda originaria de Barcelona en activo desde 2004. Su sonido es una mezcla de new wave, música electrónica e indie rock. Está considerada una de las bandas con más proyección nacional e internacional de la actual escena musical española, siendo habituales sus giras por Hispanoamérica y por países de Europa como Francia y Portugal. Hasta la fecha han grabado once discos: ocho álbumes de estudio con temas originales, el unplugged Diez años y un día, disco en el que la banda reinventa en clave acústica sus temas más emblemáticos, un disco en directo grabado en el Arenal Sound Festival de 2015 y otro en el Gran Teatro del Liceo de Barcelona en 2023.
La banda fue fundada en la década de los dos mil por Marc Gili (principal compositor y letrista del grupo), Belly Hernández (piano, sintetizadores, composición, arreglos de cuerda y voces) y Bart Sanz, bajista, quien también aparece acreditado a menudo en los diseños gráficos y montaje de videoclips de la banda. Lisandro Montes, teclista, guitarrista y también compositor y coproductor de la banda, completa la formación. 
Canciones del repertorio de Dorian como «Cualquier otra parte», «La tormenta de arena» o «Los amigos que perdí» han tenido gran calado popular en los últimos años y acumulan más de 200 millones de reproducciones en YouTube.
Hasta la fecha, Dorian han publicado ocho álbumes de estudio con temas originales, además del unplugged Diez años y un día (disco con el que la banda reinventó en clave acústica sus canciones más emblemáticas), y dos álbumes en directo, uno grabado en el festival español Arenal Sound, y el otro en el Gran Teatre del Liceu de Barcelona. 
Varios discos de estudio de Dorian han alcanzado diversas posiciones en el top 10 de ventas de España, siendo Justicia universal (álbum aclamado por crítica y público) y Ritual top 4 en 2018 y 2022 respectivamente.  
Se les considera pioneros en la actualización de la mezcla de pop y música electrónica, así como renovadores de los sonidos post punk y new wave. Con su álbum Ritual (Intromúsica & El temblor, 2022) lograron captar la atención de medios de comunicación de varios países incorporando a su sonido beats caribeños y del norte de argentina y un mosaico de "samplers" (al estilo de los álbumes de hip hop), así como modernas técnicas de producción. Varias canciones de este álbum abordan temáticas políticas y sociales, como por ejemplo la gentrificación de la vivienda en las grandes ciudades, la corrupción política, el feminismo, la bisexualidad o los peligros de un mundo obsesionado con las redes sociales y la imagen.
En otoño de 2024, salió a la venta el álbum de estudio Futuros imposibles.

## Historia

### Comienzos
A principios de la década de los 2000 Barcelona era una ciudad que registraba una intensa actividad musical, tanto en el plano del rock y el pop como en el de la música electrónica. Marc Gili, Belly Hernández y Bart Sanz (tres músicos vinculados a la escena musical independiente de la ciudad) decidieron emprender un proyecto cuyo sonido combinara elementos de la new wave de los años 80 con la música electrónica de los años 90 y los 2000. Así, formaciones como Radio Futura, Nacha Pop, Aviador Dro, New Order, The Cure, The Chameleons, Dntel o The Postal Service se encontraban entre las primeras influencias de la banda.
Los inicios no fueron fáciles para Dorian, una banda que apostaba por un sonido basado en la mezcla de sintetizadores y guitarras, y que se expresaba en castellano en una escena underground dominada en gran parte por el rock cantado en lengua inglesa. Sin embargo, el grupo fue abriéndose camino paso a paso ganando concursos de maquetas, como el organizado por el Festival Zorrock, en el que el la banda se llevó el primer premio frente a 1500 propuestas. 
Las primeras incursiones de la banda en el extranjero tuvieron lugar en festivales como el MIFOC en los Balcanes y en Portugal (Maus Hábitos – Porto). Entre los años 2003 y 2004 Dorian también visitaron numerosas ciudades de toda España. Esta gira imprimió a la banda un buen rodaje de cara a la salida de su primer disco.

### 2004:10.000 metrópolis
10.000 metrópolis fue el título escogido para su álbum debut. Con este trabajo la banda barcelonesa obtuvo las alabanzas de la crítica y empezó a hacerse un hueco en el panorama musical. Canciones como «Solar» o «Te echamos de menos» (tema que habla de la muerte de una persona joven) se convirtieron en éxitos de la escena underground. «Te echamos de menos» formó parte de hasta doce discos recopilatorios entre los años 2005 y 2009. 
En 2006 Dorian recorrió con su gira importantes clubes y festivales de España. Citas internacionalmente reconocidas como el Benicássim (del que son habituales), el BAM o el Primavera Sound, además de otros eventos como Expresa Pamplona, Festival Do Norte, Festival Tendencias, Summercase, Low Festival, Razzmatazz, Apolo, Stereo, etc.), permitieron a la banda actuar en grandes escenarios y compartir cartel con artistas como Suede, Placebo, Frank Black o Underworld. Al mismo tiempo, la banda empezó a centrarse en la grabación de un segundo trabajo que de forma imprevista terminaría impulsando la carrera de la banda.

### 2006:El futuro no es de nadie

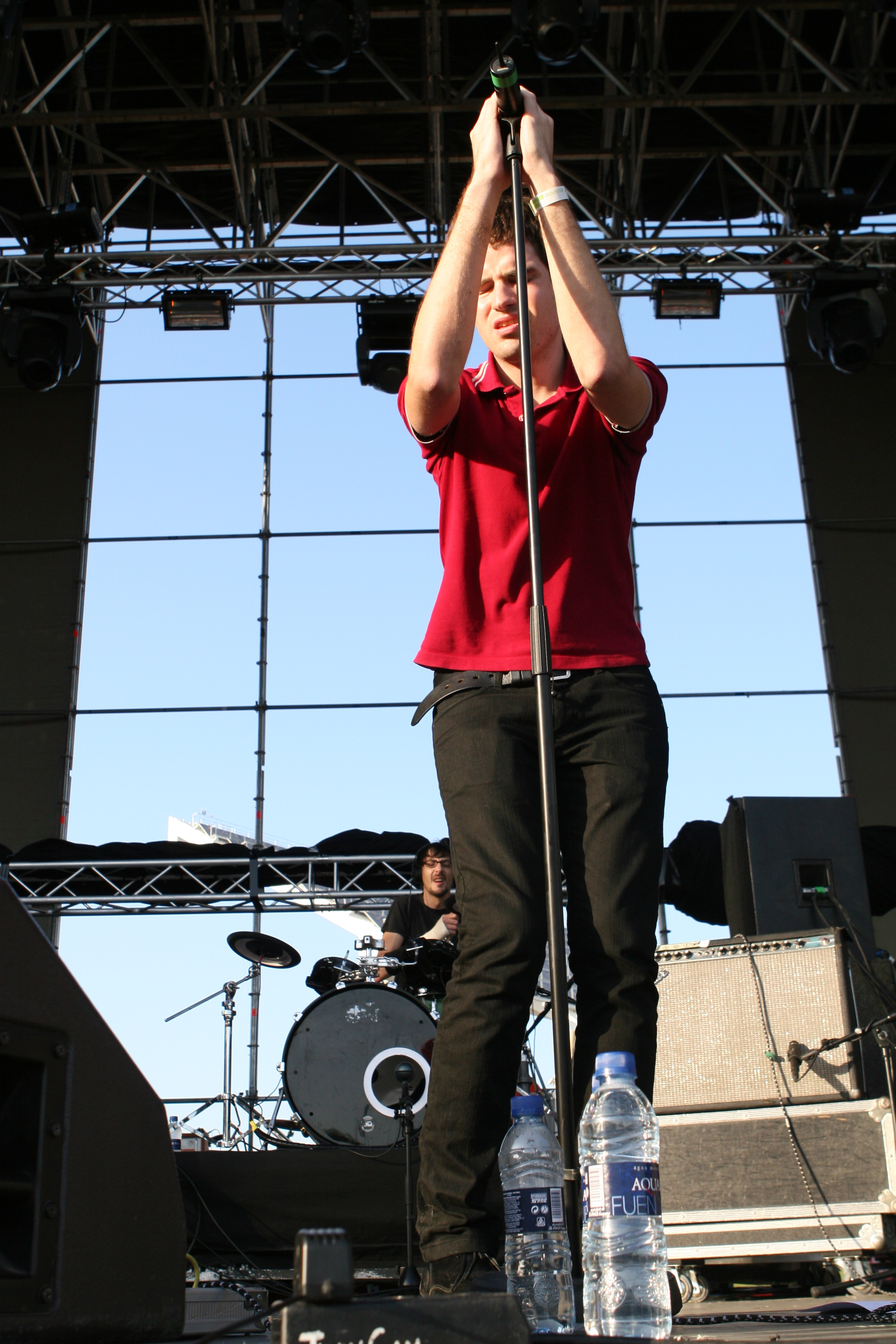
Marc, voz principal de la banda Dorian, en directo en el Summercase 08 de Barcelona

En 2006 Dorian publicó El futuro no es de nadie, afianzando su estilo musical indie compuesto por melodías electrónicas y letras poéticas y políticamente reivindicativas, cuyo estandarte es el éxito «Cualquier otra parte», convertido en todo un himno generacional en España y cuyo calado ha llegado a países como México, Chile, Colombia, Perú o Argentina. Este segundo disco dio lugar a una extensa gira de dos años y más de 150 actuaciones, que les permitió actuar en destacadas salas y festivales de España, Portugal y Estados Unidos.
Actualmente «Cualquier otra parte» está considerada una de las primeras canciones que obtuvo un respaldo masivo gracias a las redes sociales de internet en España. Sin contar con el apoyo de campañas de marketing o radio comercial, «Cualquier otra parte» se convirtió en un clásico del pop en español. 
Algunas letras de El futuro no es de nadie, como las de las canciones «La playa bajo el asfalto», «Cualquier otra parte» o la propia «El futuro no es de nadie», fueron usadas como eslóganes por algunos manifestantes durante las acampadas del movimiento 15-M en Madrid, cuando estalló la crisis económica que azotó Estados Unidos y Europa en el año 2008.

### 2009:La ciudad subterránea
El tercer álbum de la banda, titulado La ciudad subterránea, fue publicado en 2009 tras un duro proceso de grabación que se alargó 8 meses. La ciudad subterránea llegó al top 30 en la lista de ventas AFYVE y fue calificado como el tercer mejor disco de 2009 y 32.º mejor disco de la década por la revista independiente Mondosonoro.
Con este trabajo Dorian conquistaron las pistas de baile y consiguieron consolidarse como una de las bandas punteras en la nueva escena musical independiente. La ciudad subterránea llevó a la banda a Canadá, Argentina, Chile o México, país en el que se presentaron ante miles de espectadores en numerosas ciudades y eventos, entre ellos el prestigioso festival Vive Latino. 
Tras una extensa gira que les llevó por primera vez a Canadá, Argentina y Chile, Dorian cerraron 2009 con catorce llenos seguidos en España y tres conciertos multitudinarios en México, en los que acompañaron a Zoé y Café Tacvba, dos de las bandas más importantes de la escena azteca.
En 2010 Dorian realizaron una gira conjunta por España con Love of Lesbian y siguieron visitando México, país en el que la banda es ampliamente valorada y en el que terminó pasando gran parte de 2012. 
La edición mexicana de La ciudad subterránea está editada por el sello Terrícolas Imbéciles y cuenta con las colaboraciones de Denise Gutiérrez (lo blondo) de la banda Hello Seahorse! en la canción «Verte amanecer» y de León Larregui, cantante de Zoé, en la canción «Simulacro de emergencia».
La ciudad subterránea incluye su éxito «La tormenta de arena», incluido en la BSO de la película Tres metros sobre el cielo. 

### 2013:La velocidad del vacío
La velocidad del vacío, cuarto álbum de los barceloneses, fue producido por Phil Vinall, conocido por sus trabajos con bandas como Placebo, Pulp, The Auteurs, Radiohead o Zoé. El álbum alcanzó el top 11 en la lista de ventas de España (AFYVE), permaneciendo entre los primeros puestos durante varias semanas, y el puesto número 3 en Itunes. Fue publicado en países como Colombia, México, Argentina o Chile.
La velocidad del vacío fue grabado y producido en los Estudios Fatman de La Ciudad de México. Este trabajo se distingue del resto de producciones de la banda por su sonido, más analógico y directo, en el que la electrónica no tiene un papel tan preponderante. En La velocidad del vacío la banda introdujo además algunas sonoridades propias de la frontera entre Estados Unidos y México, sobre todo en canciones como «El temblor» o «El sueño eterno», consideradas como dos de las mejores composiciones del repertorio de la banda. 
«Los amigos que perdí», primer sencillo extraído de La velocidad del vacío, fue votado por la prensa musical de España, México y Colombia como una de las mejores canciones de 2013.

### 2015:Diez años y un día

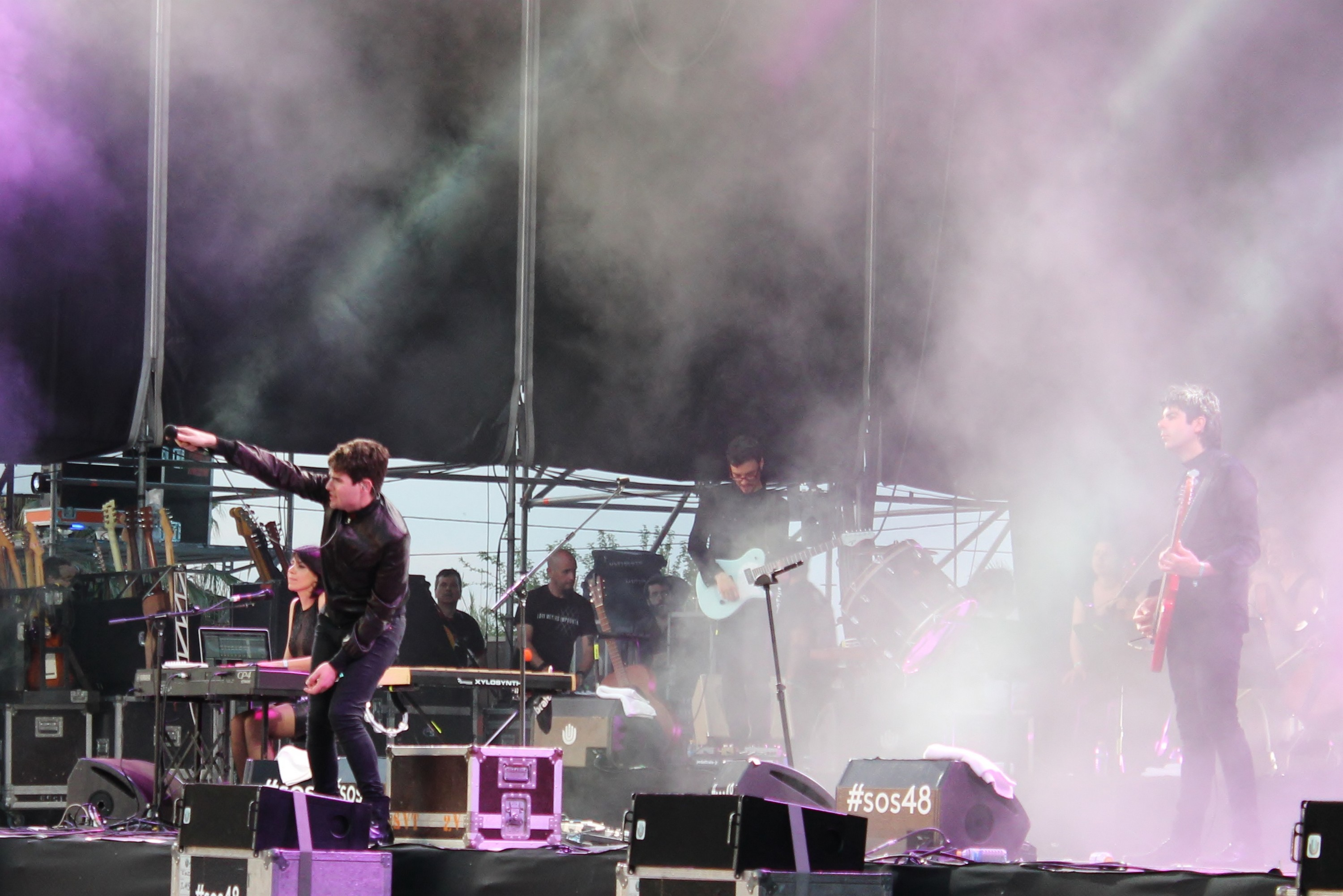
Dorian, actuando en el Festival SOS 4.8 2015, en Murcia

En 2015 Dorian celebraron sus diez primeros años como banda con un disco especial: Diez años y un día. Se trata de un álbum unplugged en el que la banda reinventó en clave acústica algunos de sus temas más emblemáticos, como «Cualquier otra parte», «Verte amanecer», «El temblor», «Los amigos que perdí» o «La tormenta de arena». Completan el álbum dos temas inéditos: «Arrecife» (que abre el disco) y «Ara», tema cantado en catalán, en el que la banda aborda la desconexión entre la clase política y la ciudadanía. 
Diez años y un día hace gala de un despliegue instrumental que incluye pianos, chelos, violines, vientos, theremines, clavicordios, guitarras acústicas y eléctricas, mandolinas, percusiones e incluso el ronroco, un instrumento de cuerda originario del Cono Sur de América que pertenece a la familia de los charangos. 
El disco incluye una versión de «Los amigos que perdí» cantada a dúo con Santi Balmes, vocalista de Love of Lesbian, y otra de «El temblor», que cuenta con la colaboración de la cantante mexicana Marion Sosa, miembro del dúo mexicano Love la femme.
Diez años y un día fue top 9 en España y ha sido publicado en otros países. La banda realizó una intensa gira por España y buena parte de Latinoamérica.
La versión acústica de «Cualquier otra parte» incluida en Diez años y un día contó con un vídeoclip protagonizado por los actores Daniel Brühl (Inglourious Basterds, Good Bye, Lenin!, Rush, Capitán América: Civil War)  y María Valverde (Tres metros sobre el cielo, Exodus, Ahora o nunca). Dirigido en calidad cine por Alexandr Tregón, el vídeo muestra la génesis de un amor infeccioso entre ambos protagonistas, que se vuelven a encontrar a través de la música de Dorian tras una separación.
La versión de «Los amigos que perdí» incluida en este trabajo forma parte de la BSO de la primera temporada de la serie ELITE.

### 2016:Dorian en Arenal Sound: Diez años en un día.
El espíritu de la gira de presentación de Diez años y un día fue inmortalizado en el álbum Dorian en Arenal Sound: Diez años en un día, un trabajo que muestra, en audio y vídeo, los entresijos del tour que catapultó a la banda. En dicha gira, Dorian contaron con una producción que incluyó la colaboración (en todos los shows) de hasta cinco músicos de apoyo, así como una gran escenografía.  

### 2018:Justicia universal
El que, posiblemente, sea el álbum más redondo hasta la fecha de Dorian, llevó a la banda al top 4 de la lista de ventas de España, con canciones synth pop como «Duele» (sencillo que cantaron a dúo junto a León Larregui, líder de los mexicanos Zoé) o «Noches blancas», tema que abría el disco. 
A partir de Justicia universal, Dorian pasaron a encabezar numerosos festivales en España, y sus giras por Estados Unidos y Latimoamérica pasaron a ser habituales. El sencillo «Vicios y defectos», que cantaron junto a la artista chilena Javiera Mena es uno de los más celebrados en los conciertos de la banda, mientras que la canción que da título al álbum volvió a mostrar a los Dorian más políticamente combativos. 
Mención especial merece «Cometas», tema de tintes humanistas y antibélicos que cierra el álbum, y cuyo vídeoclip fue rodado junto a la valla que separa México de Estados Unidos, en lugares como Tijuana y los desiertos de California, Arizona y Texas. 

### 2022:Ritual
Escrito en plena pandemia mundial causada por el Covid-19, Ritual amplió la paleta de sonidos de la banda, añadiendo beats del oeste de África, del Caribe y del norte de Argentina a su fórmula marcada por el cruce entre música electrónica de baile y new wave. Pimp Flaco, Lido Pimienta, Alizzz (productor de artistas como C. Tangana y Amaia), Ana Mena y el rapero británico Youthstar colaboraron en la grabación.

### 2023:Dorian en el Liceu de Barcelona: Una noche en la vida
En junio de 2023, Dorian llevaron a cabo un concierto en el Gran Teatre del Liceu de Barcelona.
Escoltados por hasta seis músicos de apoyo, Belly, Marc, Lisandro, Bart y el batería Ramón Aragall, fueron desgranando numerosas piezas fundamentales del repertorio de la banda, de las que para este álbum han rescatado diez, entre ellas canciones de gran calado popular como «Los amigos que perdí», «Paraísos artificiales» o «Cualquier otra parte», que sonaron arropadas por arreglos de cuerda y percusión. 
El combo catalán otorgó gran protagonismo a Ritual, su último álbum de estudio, del que sonaron temas como la celebrada «Dual», la reivindicativa «Techos de cristal» o «Universal», que ejecutaron junto a la joven Suu (en la parte vocal) y Sergio Acosta, de la banda mexicana Zoé, a la guitarra. 
Dorian en el Liceu de Barcelona: Una noche en la vida se publicó en formato digital y en vinilo en noviembre de 2023.
El 9 de mayo de 2024 Dorian publicó «Algo especial», sencillo de adelanto de un nuevo álbum de estudio, Futuros imposibles, publicado durante el otoño de ese año.

## Discografía
- 2004: 10.000 metrópolis (LP).

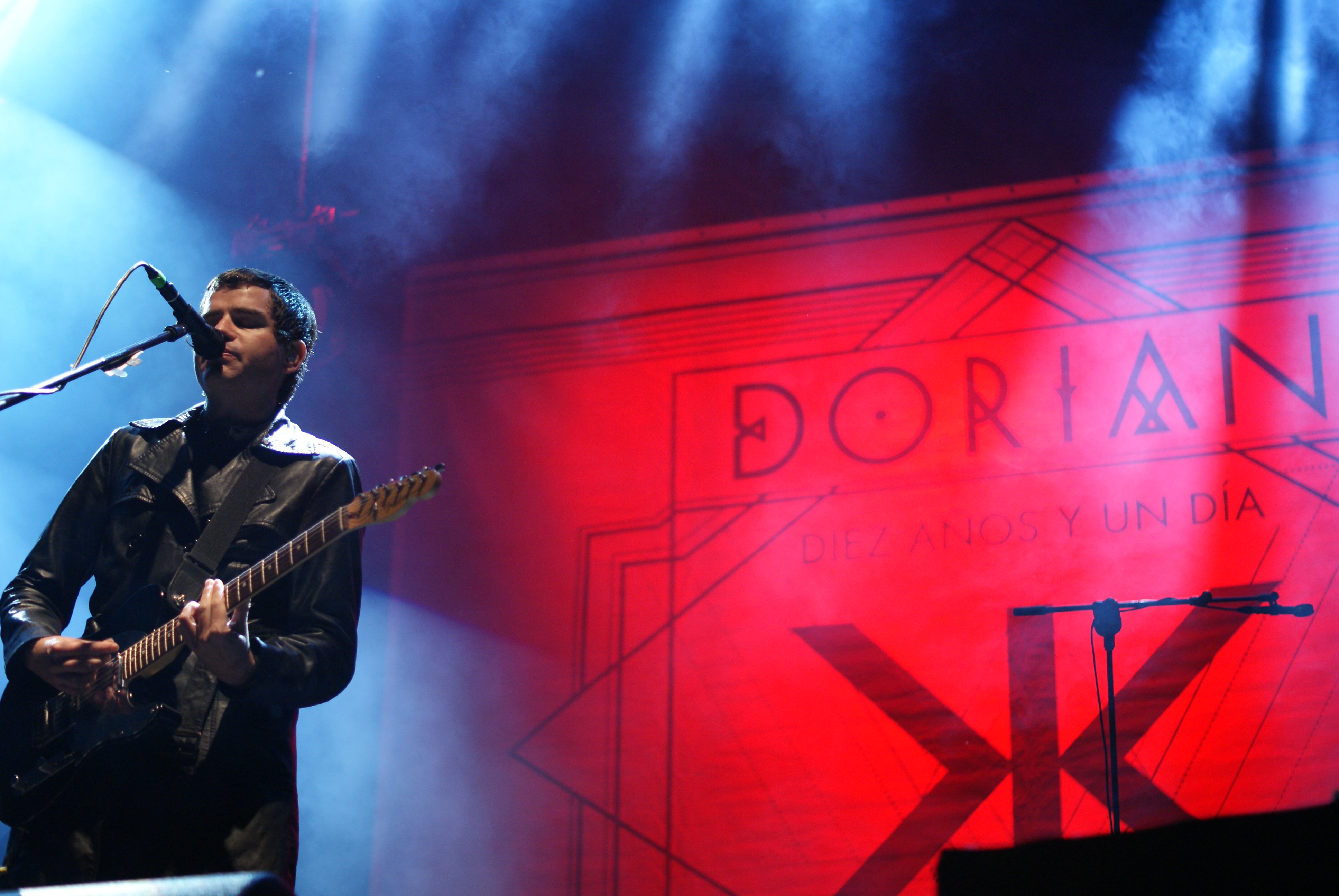
Marc Gili en el festival Palencia Sonora 2016.

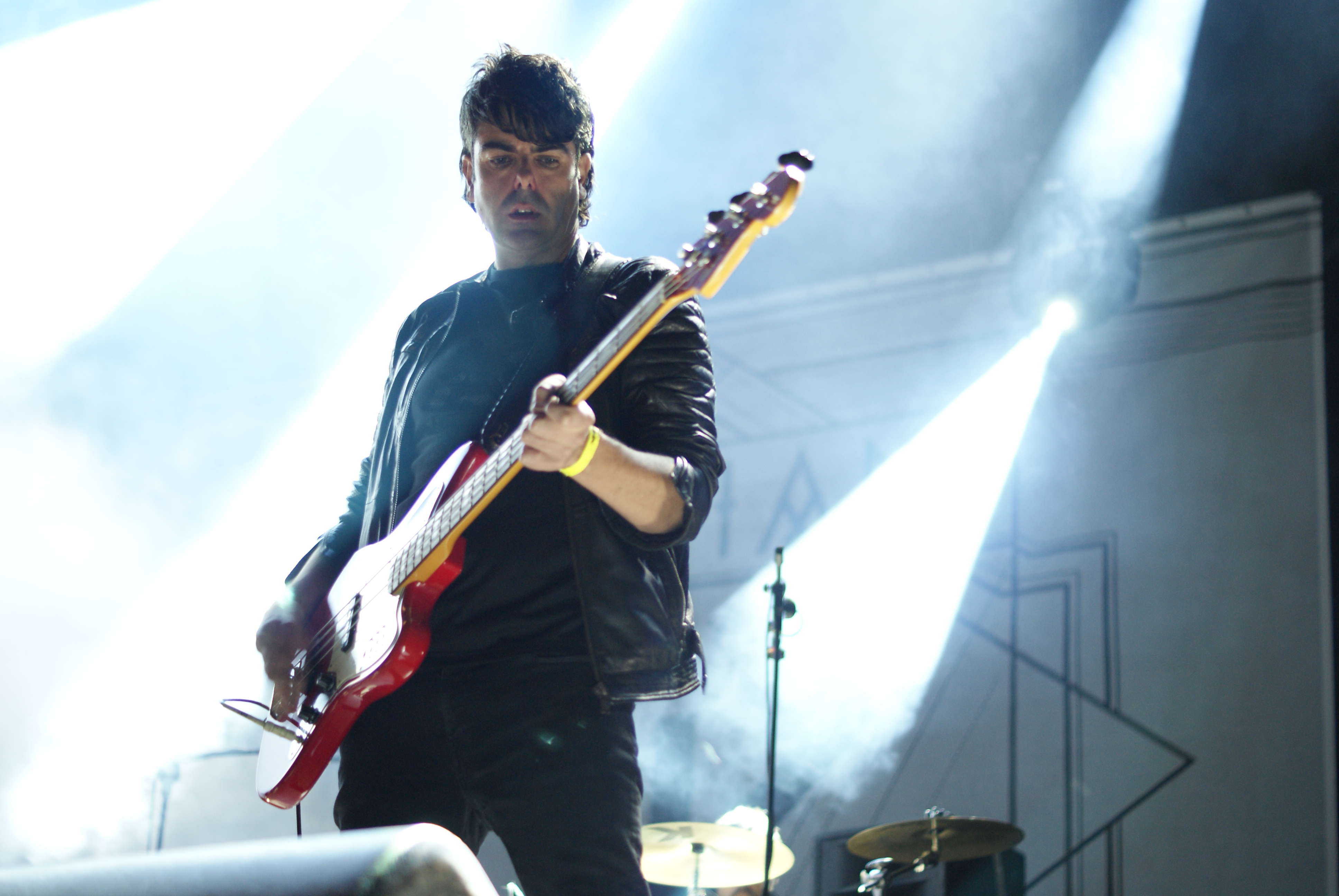
Bart Sanz.

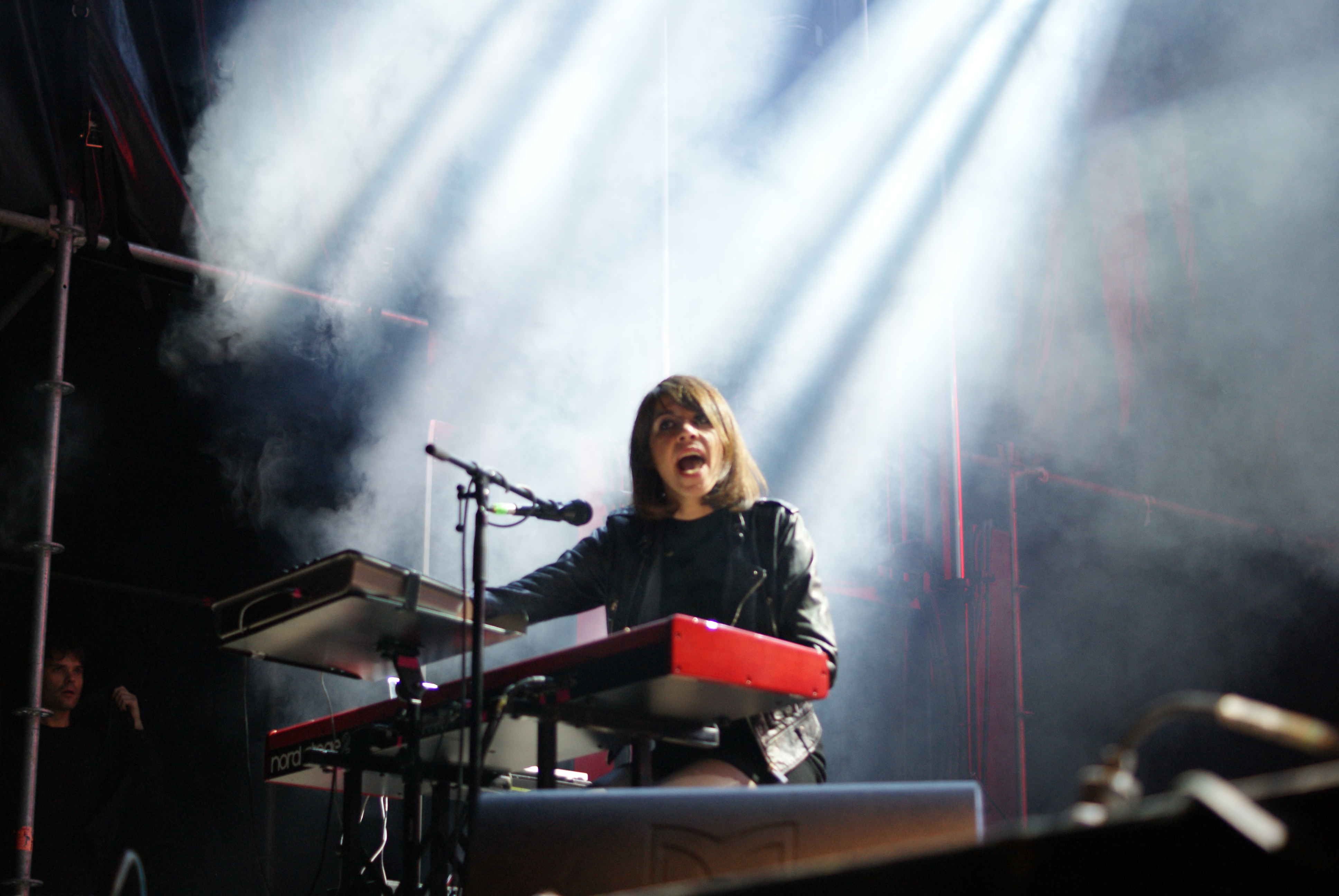
Belly Hernández.

- 2005: 10.000 metrópolis vs. 10.000 metrópolis remixes (doble CD).
- 2006: El futuro no es de nadie (LP).
- 2009: La ciudad subterránea (LP).
- 2013: La velocidad del vacío (LP).[8]
- 2015: Diez años y un día
- 2016: En directo en Arenal Sound: Diez años en un día
- 2018: Justicia universal
- 2022: Ritual
- 2023: Una noche en la vida Disco en directo grabado Gran Teatre del Liceu de Barcelona.
- 2024: Futuros imposibles

### Sencillos
- 2003: «Solar».
- 2006: «Te echamos de menos».
- 2007: «Cualquier otra parte».
- 2007: «Tan lejos de ti».
- 2008: «Más problemas».
- 2009: «La tormenta de arena».
- 2010: «Paraísos artificiales».
- 2013: «Los amigos que perdí»
- 2014: «Armas para volar»
- 2015: «Arrecife»
- 2015: «Cualquier otra parte»
- 2015: «Los amigos que perdí»
- 2016: «Verte amanecer»
- 2016: «Paraísos artificiales»
- 2016: «El temblor»
- 2017: «Hasta que caiga el sol»
- 2018: «Noches blancas»
- 2018: «Justicia Universal»
- 2018: «Duele feat. León Larregui"»
- 2018: «Algunos amigos»
- 2018: «Vicios y defectos»
- 2019: «Buenas intenciones feat. Nita (Fuel Fandango)»
- 2019: «La isla»
- 2019: «Cometas»
- 2019: «Dual feat. Pimp Flaco»
- 2021: «Dos vidas»
- 2022: «Universal feat.Suu»
- 2022: «Tornado»
- 2022: «No dejes que pase el tiempo feat. Ana Mena»
- 2022: «Energía rara»
- 2022: «Deux vies»
- 2023: «Techos de cristal feat. Delaporte»
- 2023: «El Temblor en el Liceu de Barcelona feat. Arde Bogotá»
- 2023: «Paraísos artificiales en el Liceu de Barcelona»
- 2024: «Algo especial»
- 2024: «El sur feat. Santiago Motorizado»

### Vídeos musicales
- 2007: «Cualquier otra parte».
- 2007: «Tan lejos de ti».
- 2008: «Más problemas».
- Trilogía La ciudad subterránea: se narra una historia en tres entregas en forma de "corto-clip", rodadas por la productora Crampton.
- 2009: «La tormenta de arena».
- 2010: «Paraísos artificiales».
- 2010: «La mañana herida».
- 2013: «El temblor».
- 2013: «El sueño eterno».
- 2013: «Soda Stereo».
- 2013: «Los amigos que perdí»
- 2015: «Arrecife».
- 2015: «Los amigos que perdí» con Santi Balmes de Love of Lesbian
- 2015: «Cualquier otra parte» con la participación de Daniel Brühl y María Valverde

## Nominaciones
Dorian han sido nominados a los Premios de la Música Independiente (MIN), así como a los MTV Europe Music Awards en 2010. 
También en dos ocasiones a los premios de la música independiente mexicana Indie-O Music Awards (IMAS) al mejor artista español.